# Atherigona maculipennis
Atherigona maculipennis este o specie de muște din genul Atherigona, familia Muscidae. A fost descrisă pentru prima dată de Stein în anul 1910.
Este endemică în Seychelles. Conform Catalogue of Life specia Atherigona maculipennis nu are subspecii cunoscute.